# العاطفة والجسد (فلم)
العاطفة والجسد هو فيلم دراما مصري من إخراج حسن رمزي وبطولة نجلاء فتحي، محمود ياسين، سهير البابلي، عمر خورشيد وإبراهيم سعفان.عرض الفيلم في 27 مارس 1972. وقد حقق الفيلم نجاحاً في دور العرض إذ عُرض لستة عشر أسبوعاً.

## نبذه
تتطور العلاقة بين هدى ود. أحمد، ثم يسافر إلى الخارج للحصول على الدكتوراه، يتعرض والد هدى لأزمة مالية حادة، فيموت، تعاني هدى الكثير بعد أن فقدت والدها، لكن هذا الحزن يزول عندما تعلم بعودة أحمد من بعثته، تحترق طائرة أحمد قبل الوصول، فتنجح صديقتها دولت في جذبها إلى أحد البيوت المشبوهة.

## طاقم العمل
- نجلاء فتحي بدور هدى
- محمود ياسين بدور دكتور أحمد
- سهير البابلي بدور دولت [4]
- عمر خورشيد بدور مدخت
- إبراهيم سعفان بدور كرم

## وصلات خارجية
- مقالات تستعمل روابط فنية بلا صلة مع ويكي بيانات